# Henry Boucha
Henry Charles Boucha (Warroad, Minnesota; 1 de junio de 1951 - Minneapolis-Saint Paul, Minnesota; 18 de septiembre de 2023) fue un jugador de hockey sobre hielo estadounidense que jugó siete temporadas con cinco equipos en la NHL en la posición de centro.

## Carrera

### Equipo
Fue seleccionado en la segunda ronda en la posición 16 global del Draft de la NHL de 1971 por los Detroit Red Wings, con quien anotaría su primer gol en su primer partido como profesional, siendo esa temporada elegido novato del año en Detroit. En 1974 sería cambiado a los Minnesota North Stars por Danny Grant, por lo que regresaría a su estado natal. El 4 de enero de 1975 sería golpeado con el stick por Dave Forbes de los Boston Bruins en la cabeza, lo cual le partió el hueso alrededor del ojo que le provocaría visión borrosa, por lo que Forbes fue acusado por agresión en una corte.
Boucha nunca se recuperaría de la lesión, intentaría regresar con los MInnesota Fighting Saints de la World Hockey Association y en 1975 regresaría a la NHL como agente libre con los Kansas City Scouts a finales de 1976 justo antes de que la franquicia se mudara a Denver, Colorado y pasara a ser los Colorado Rockies, retirándose del deporte luego de jugar solo 16 partidos.
Antes de que la NHL declarara el uso obligatorio del casco, Boucha utilizaba una bandana en la cabeza, por lo que era conocido como El Jefe.

### Selección nacional
Jugó para Estados Unidos en 23 ocasiones de 1970 a 1972, participó en dos ediciones del Campeonato Mundial de Hockey sobre Hielo Masculino y ganó la medalla de plata en los Juegos Olímpicos de Sapporo 1972.

## Tras el retiro
Luego de retirarse de manera sorpresiva, pasó por un divorcio y por la adicción al alcohol y las drogas antes de los años 1980. Luego de rehabilitarse pasó a integrarse a su comunidad en causas relacionadas con los nativos americanos.

## Estadísticas

### Equipo
| 1965–66    | Warroad High School       | HS-MN      | —   | —  | —  | —   | —   | —  | — | — | — | —  |
| 1966–67    | Warroad High School       | HS-MN      | —   | —  | —  | —   | —   | —  | — | — | — | —  |
| 1967–68    | Warroad High School       | HS-MN      | —   | —  | —  | —   | —   | —  | — | — | — | —  |
| 1968–69    | Warroad High School       | HS-MN      | 25  | 60 | 35 | 95  | —   | —  | — | — | — | —  |
| 1969–70    | Winnipeg Jets             | WCHL       | 51  | 27 | 26 | 53  | 37  | 14 | 6 | 3 | 9 | 37 |
| 1971–72    | Detroit Red Wings         | NHL        | 16  | 1  | 0  | 1   | 2   | —  | — | — | — | —  |
| 1972–73    | Detroit Red Wings         | NHL        | 73  | 14 | 14 | 28  | 82  | —  | — | — | — | —  |
| 1972–73    | Virginia Wings            | AHL        | 7   | 3  | 2  | 5   | 9   | —  | — | — | — | —  |
| 1973–74    | Detroit Red Wings         | NHL        | 70  | 19 | 12 | 31  | 32  | —  | — | — | — | —  |
| 1974–75    | Minnesota North Stars     | NHL        | 51  | 15 | 14 | 29  | 23  | —  | — | — | — | —  |
| 1975–76    | Minnesota Fighting Saints | WHA        | 36  | 15 | 20 | 35  | 47  | —  | — | — | — | —  |
| 1975–76    | Kansas City Scouts        | NHL        | 28  | 4  | 7  | 11  | 14  | —  | — | — | — | —  |
| 1976–77    | Colorado Rockies          | NHL        | 9   | 0  | 2  | 2   | 4   | —  | — | — | — | —  |
| WHA totals | WHA totals                | WHA totals | 36  | 15 | 20 | 35  | 47  | —  | — | — | — | —  |
| Total NHL  | Total NHL                 | Total NHL  | 247 | 53 | 49 | 102 | 157 | —  | — | — | — | —  |

### Selección nacional
| Año   | Selección      | Evento |       | PJ | G  | A | Pts | PEN |
| ----- | -------------- | ------ | ----- | -- | -- | - | --- | --- |
| 1970  | Estados Unidos | WC     | 7     | 4  | 1  | 5 | 4   |     |
| 1971  | Estados Unidos | WC     | 10    | 7  | 1  | 8 | 2   |     |
| 1972  | Estados Unidos | JO     | 6     | 2  | 4  | 6 | 6   |     |
| Total | Total          | Total  | Total | 23 | 13 | 6 | 19  | 12  |

## Logros
- Novato del Año de los Detroit Red Wings en 1972.
- Miembro del Salón de la Fama del Hockey sobre Hielo de Estados Unidos en 1996.